# Tattaråsen
Tattaråsen (fi. Tattariharju) är en stadsdel i Malms distrikt i Helsingfors stad.
I Tattaråsen finns det småindustrier och -företag.